# Émilie Ambre

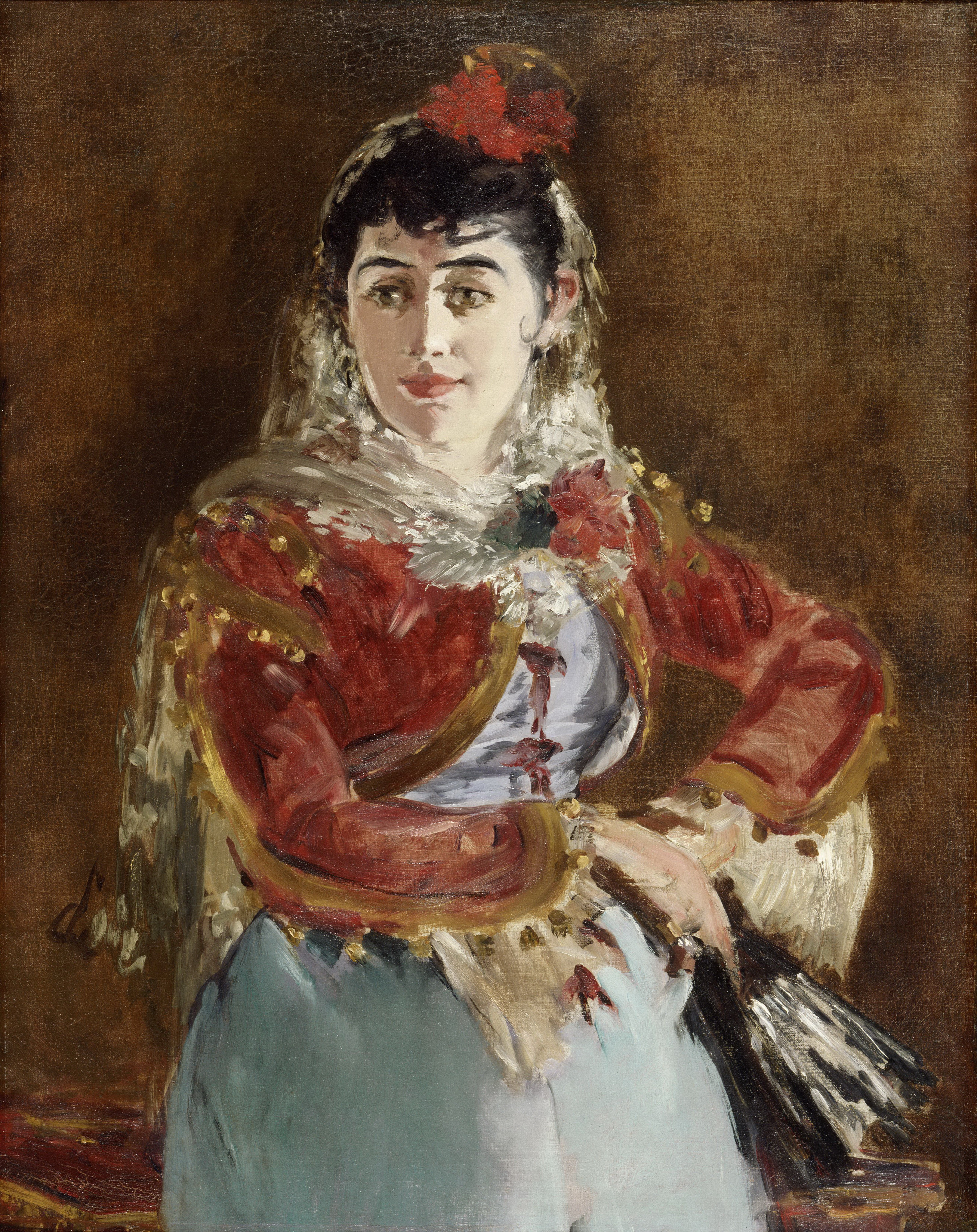
Portret van Émilie Ambre als Carmen (1880), door Édouard Manet

Émilie Gabrielle Adèle Ambroise (Oran, 6 juni 1849 – Parijs, 11 april 1898) was een Frans operazangeres die optrad als Émilie Ambre.
Ze werd in Oran in Algerije geboren als dochter van een Franse vader en een Frans-Arabische moeder en ging op jonge leeftijd naar Frankrijk, waar ze aan het conservatorium van Marseille studeerde. In 1876 en 1877 trad ze op in Den Haag waar ze opviel bij koning Willem III der Nederlanden. Hij installeerde haar op Huize Welgelegen in Rijswijk en benoemde haar tot Comtesse D'Ambroise. Willem III wilde met haar trouwen, maar dit werd hem stevig ontraden en hij verlegde zijn aandacht naar adellijke kandidaten.

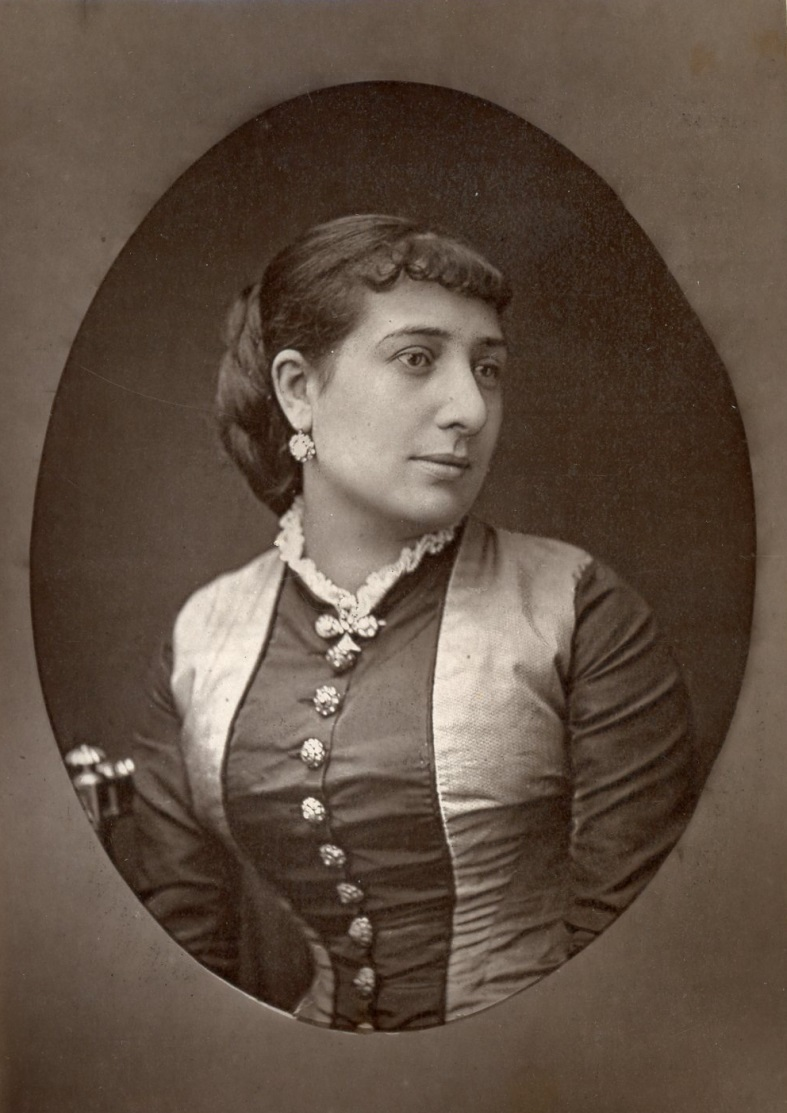
Émilie Ambre, circa 1878, fotograaf Ferdinand Mulnier

In 1878 speelde Ambre in Parijs een hoofdrol in de eerste Franstalige versie van de opera Aida gedirigeerd door Giuseppe Verdi en de rol van Violetta in La traviata. Daarna trad ze in Engeland en de Verenigde Staten op met Her Majesty's Italian Opera Company van James Henry Mapleson en later de Compagnie de l’Opéra français de la Nouvelle Orléans. In 1879 had ze in New York de titelrol in Carmen en deze productie werd later ook in Parijs opgevoerd. Ambre had in die periode een relatie met Gaston de Beauplan en van haar - in de rol van Carmen - werd een bekend schilderij gemaakt door Édouard Manet. In 1880 kreeg ze een kind. In 1894 huwde ze de Franse organist en koorleider Émile Bouichère en had in Parijs een École de chant.